# Stóra-Svalbarð
Stóra-Svalbarð är ett berg i republiken Island. Det ligger i regionen Austurland, 300 km öster om huvudstaden Reykjavík. Toppen på Stóra-Svalbarð är 834 meter över havet, eller 267 meter över den omgivande terrängen. Bredden vid basen är 13,1 km.
Trakten runt Stóra-Svalbarð är nära nog obefolkad, med mindre än två invånare per kvadratkilometer. Det finns inga samhällen i närheten. Trakten runt Stóra-Svalbarð består i huvudsak av gräsmarker.